# Матансас
Мата́нсас (исп. Matanzas) — город на северном побережье Кубы, административный центр одноимённой провинции.
Матансас прозван «городом мостов» (их насчитывается 17), «кубинской Венецией» и «кубинскими Афинами».

## Географическое положение
Расположен в 90 км к востоку от Гаваны и 32 км к западу от крупного курортного города Варадеро.

## История
Основан в 1693 году под названием Сан-Карлос-и-Сан-Северино-де-Матансас (San Carlos y San Severino de Matanzas), указывавшим на святых покровителей города Карло Борромео и Северина и бухту Матансас (буквально «убийства»; по одной из версий, оно возникло из-за частых нападений аборигенов на проплывавшие суда). По другой версии, здесь находилась бойня, снабжавшая мясом экипажи кораблей (matanza — «резня», «бойня»)
Исторически город был одним из крупнейших центров сахарной промышленности на острове и обладал значительным негритянским населением, к 1841 году составлявшим 62,7 % жителей; в Матансасе лучше всего сохранились афрокубинские культурные традиции.
Культурное значение Матансаса связано с его богатой своеобразной архитектурой (особенно каналами и мостами) и ролью в истории кубинской литературы. С основанием в городе типографии (1813) Матансас привлёк к себе внимание поэтов и драматургов, в городе закипела культурная жизнь. В Матансасе творил кубинский национальный поэт Хосе Мариа Эредиа, множество других литераторов; в городе было основано несколько театров.
В 1860 году в городе был создан театр «Эстеван» (позднее переименованный в «Театро Сауто»). В том же 1860 году утвердилось полуофициальное наименование города «кубинскими Афинами»[уточнить].
В ходе испано-американской войны в 1898 году был обстрелян американским флотом и занят войсками США. В 1909 году численность населения составляла 45 тыс. человек.
В конце 1920-х годов здесь возник популярный музыкальный ансамбль La Sonora Matancera (позже переехавший в Гавану).
Начавшийся в 1929 году всемирный экономический кризис осложнил положение в стране, но постройка в 1930-е годы Центрального шоссе способствовала развитию города (население которого увеличилось до 70 тыс. в 1934 году). Основой экономики в это время был экспорт сахара, табака и сизаля. В начале 1950х годов население города составляло 54,8 тыс. человек.
С 1960 года издаётся еженедельная газета "Giron".
23 марта 1963 года кубинскими войсками была уничтожена группа диверсантов (55 боевиков-«гусанос»), предпринявшая попытку высадиться в порту города Матансас.
В 1970 году население составляло 85,4 тыс. человек, город являлся промышленным центром (здесь действовали предприятия химической, пищевкусовой, текстильной, кожевенно-обувной промышленности и производство стройматериалов), торговым центром сельскохозяйственного района, а также туристическим центром.
В 1972 году здесь был открыт университет им. Камило Сьенфуэгоса.
В 1987 году население составляло 107 тыс. человек, основой экономики являлись химическая, пищевая, текстильная, кожевенно-обувная промышленность, а также туризм. В 1987 году при содействии СССР в порту Матансас были построены глубоководные причалы

## Экономика
- ТЭС "Antonio Guiteras"[5], машиностроительный завод "Comandante Horacio Rodriguez"[5], завод по производству удобрений[5], предприятия пищевой промышленности[5].

## Транспорт
- крупный морской порт[3][4][5][7][10], станция[2][3] и депо Кубинской железной дороги[14] (в 2017 году движение электропоездов было прекращено)
- В городе находится междугородный автовокзал, с сообщением с Гаваной и Варадеро, а также действует городская автобусная сеть. Трамвайная сеть закрыта в 1954 году и частично демонтирована.

## Туризм

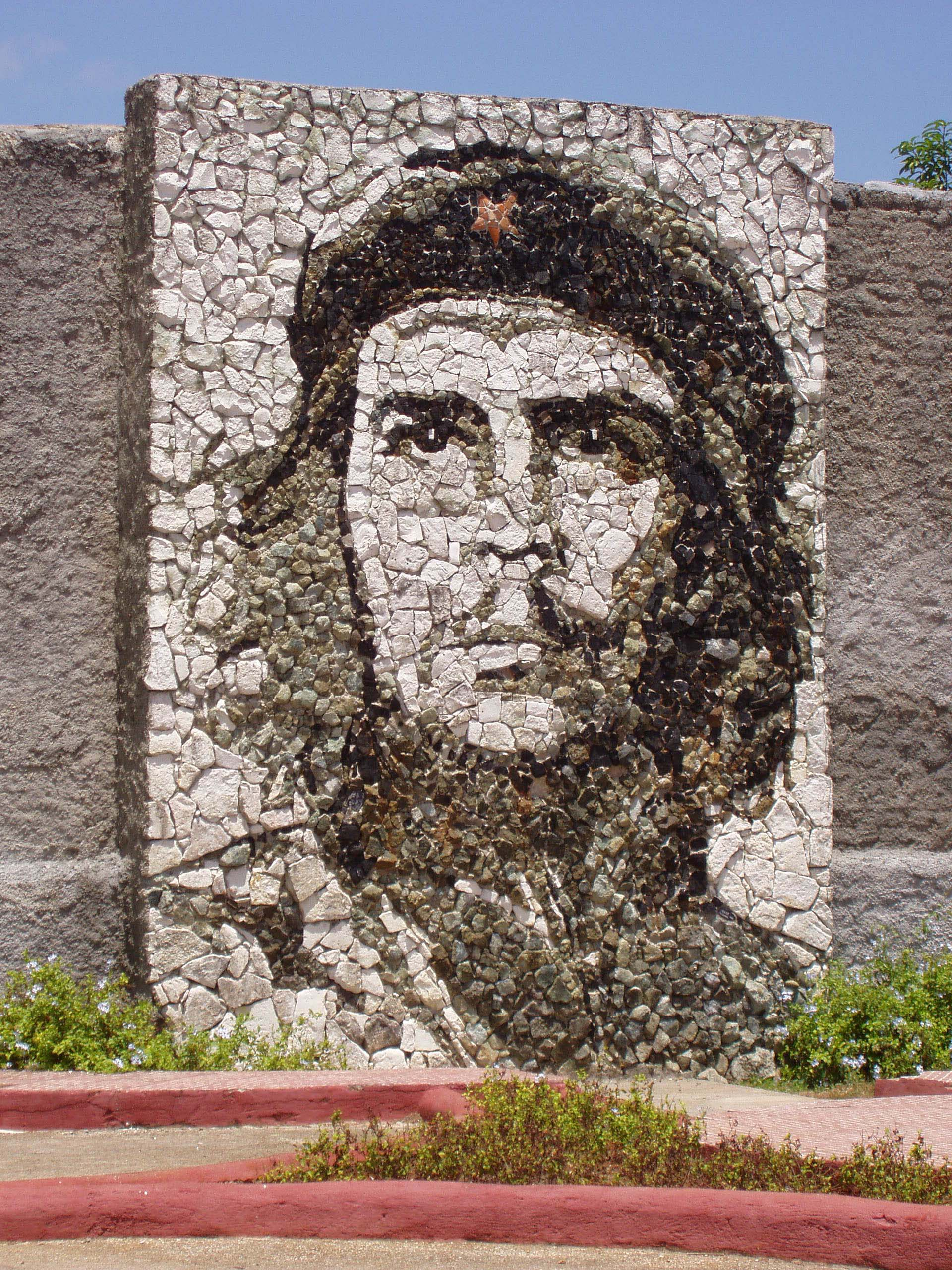
Мозаика из камня в честь Че Гевара в Матансасе

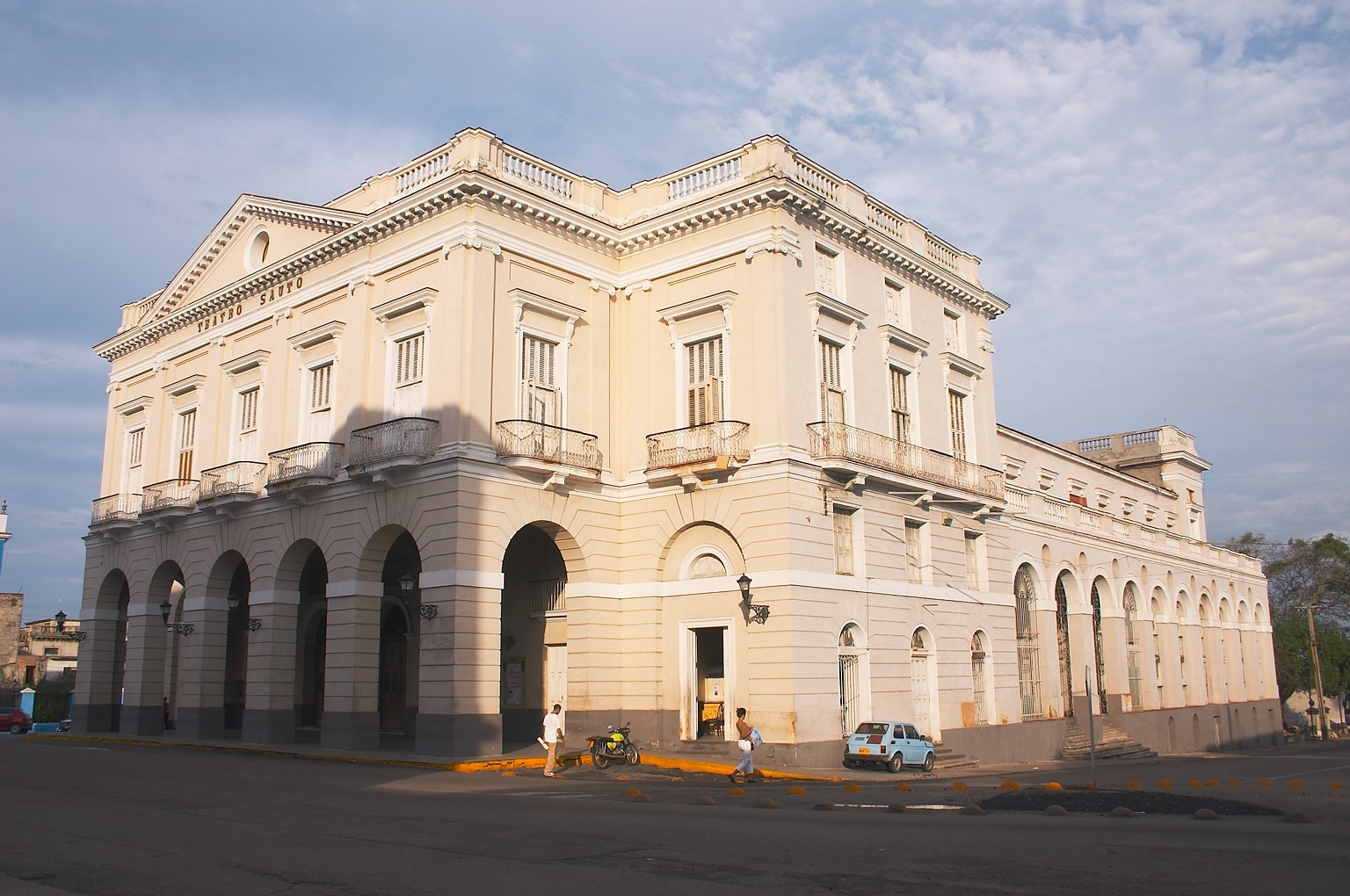
Театр Сауто

Город является образовательно-культурным центром, здесь действуют археологический музей и несколько других музеев. Недалеко от города находится часто посещаемая туристами карстовая пещера Бельямар.